# AvD 100 Meilen

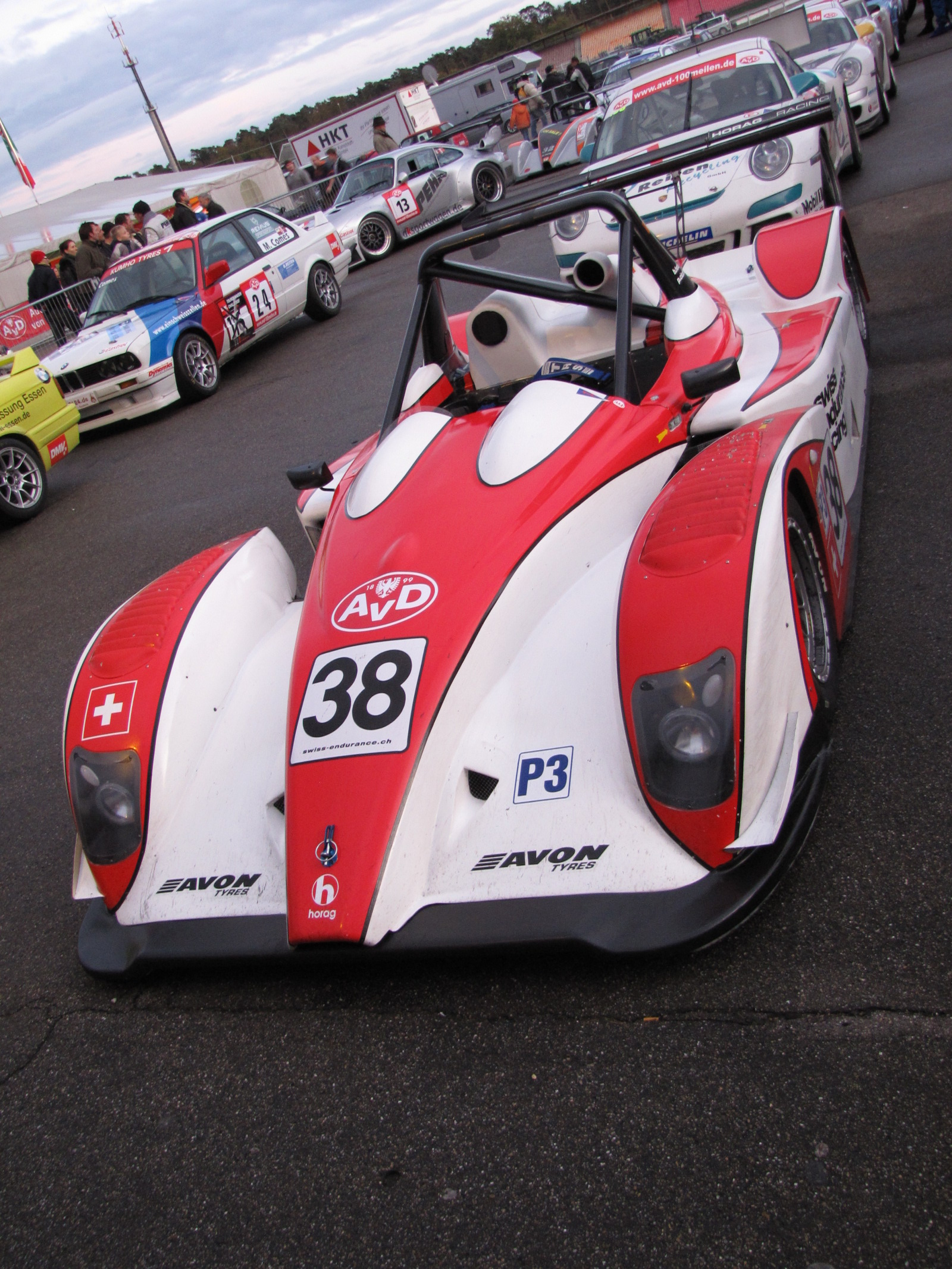
Parc Fermé des Rheintalrennens am Hockenheimring 2009

Die AvD 100 Meilen ist eine von der PCN-Sportpromotion GmbH organisierte Rennserie für Sportprototypen, Gran Turismos und Tourenwagen. Die seit 2006 ausgetragene Meisterschaft hieß zunächst AvD GT-PRO 100 Meilen, bevor sie 2007 im Rahmen des AvD race weekends ihren heutigen Namen annahm. 2013 wurde eine gesonderte Meisterschaft in Österreich unter dem Namen 100 Meilen Trophy ausgeschrieben.

## Meisterschaft
Die AvD 100 Meilen werden als Meisterschaft über 80-Minuten-Läufe ausgetragen. Dabei ist ein Pflichtboxenstopp von fünf Minuten vorgesehen. Dort kann getankt, repariert und sowohl Reifen als auch Fahrer gewechselt werden. Dieser Boxenstopp muss zwischen der 30. und 50. Rennminute erfolgen. Insgesamt sind vom Veranstalter drei unterschiedliche Divisionen ausgeschrieben:
- Division 1: Sportprototypen ab 2,5 l Hubraum mit einem gestaffelten Mindestgewicht von 640 bis 900 kg. Zudem sind auch Le-Mans-Prototypen startberechtigt.

- Division 2: Sportprototypen der Gruppe CN bis 2,0 l Hubraum

- Division 3: Sportprototypen der Gruppe C3 bis 2,0 l Hubraum, ältere CN-Fahrzeuge, Prototypen der Firma Radical, Crosslé und der KTM X-Bow

- Division 4: Vielzahl von Tourenwagen und Gran-Turismo-Klassen in vier Unterkategorien, unter anderem Gruppe A, N, GT1, GT2 und Fahrzeuge des Markenpokals Porsche Carrera Cup.

An jedem Rennwochenende werden vor dem eigentlichen Rennen zwei Trainings- und eine Zeittrainingssitzung abgehalten. Bei der 20-minütigen Qualifikation wird die Startaufstellung für den fliegenden Rennstart herausgefahren. Gewertet werden alle Teilnehmer pro Klasse bis zum 20. Platz nach folgenden Schema: 30-24-20-17-16-15-14-13-12-11-10-9-8-7-6-5-4-3-2-1. Für Auslandsrennen werden die erzielten Punkte mit dem Faktor 1,5 multipliziert. Es gibt eine Gesamtwertungen und einen Sieger der vier ausgeschriebenen Divisionen.

## Geschichte
Die erste Saison unter dem Namen AvD GT-PRO 100 Meilen wurde für das Jahr 2006 ausgeschrieben. Teilnahmeberechtigt waren im ersten Jahr ausschließlich GT-Fahrzeuge von Porsche. Die Meisterschaftsläufe im Rahmen der Porsche-Clubsportserie GTP Veranstaltungsgemeinschaft fanden hauptsächlich im deutschsprachigen Raum statt, aber mit Most, Dijon und Monza waren bereits in der ersten Saison Läufe im europäischen Umland im Programm. Mit dem Ende der Veranstaltungsgemeinschaft gründete der Organisator PCN-Sportpromotion GmbH im Auftrag des Automobilclubs von Deutschland ein eigenes Veranstaltungswochenende unter dem Namen AvD race weekend. Die zulässigen Fahrzeugkategorien wurden erweitert. Zunächst waren GT und Tourenwagen anderer Hersteller zugelassen. Im Laufe der Saison wurden die Rennen auch für Sportprototypen freigegeben. Im Jahr 2008 trennte PCN die Gesamtwertung für Sportprototypen von den restlichen Fahrzeugen. Im Zuge der Gebührenanpassung der FIA wurde 2013 eine weitere Meisterschaft unter dem Namen 100 Meilen Trophy in Österreich ausgeschrieben, während die AvD 100 Meilen bis auf ein Auslandsrennen ausschließlich in Deutschland startet.

## Meister

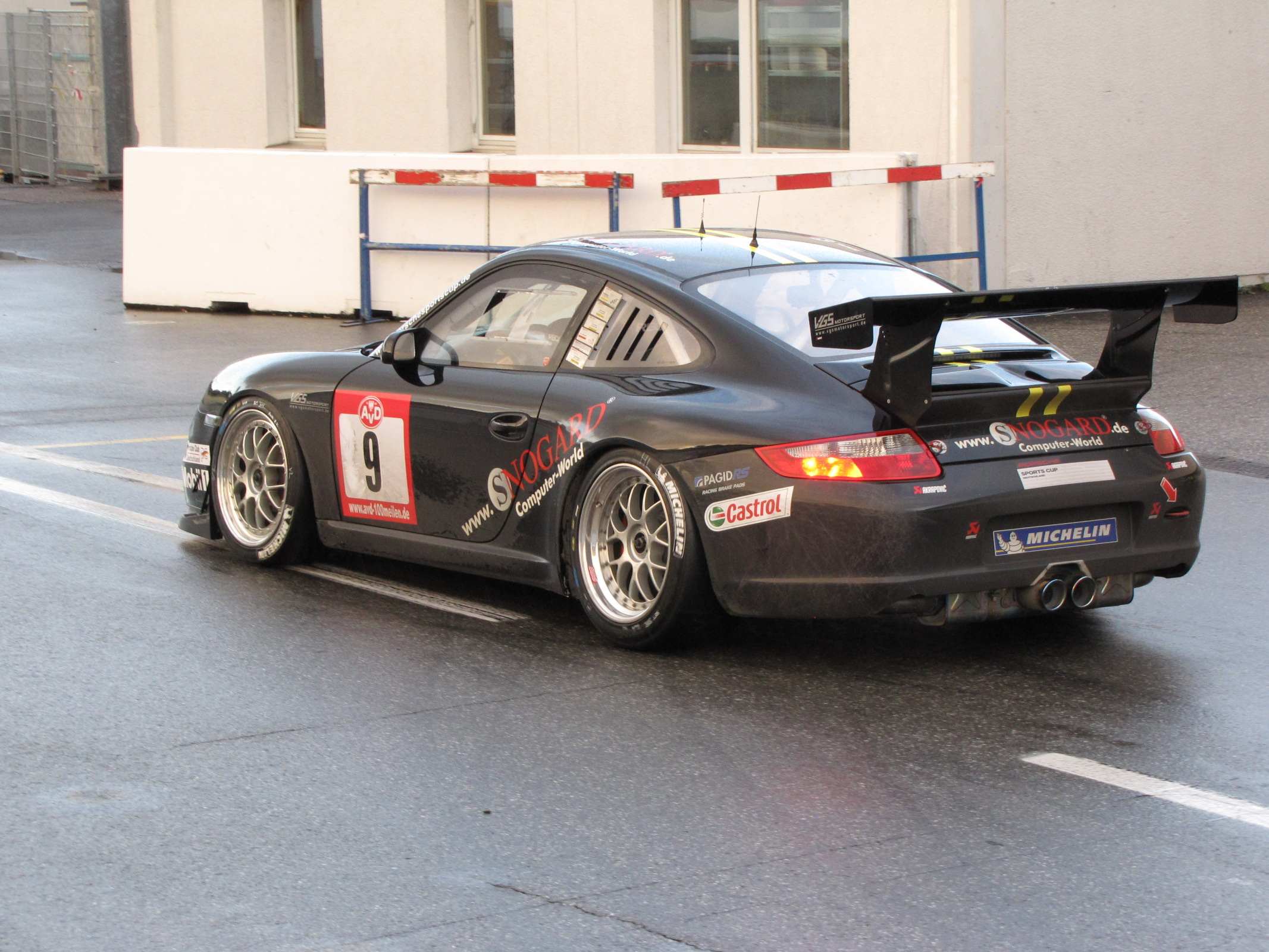
Fahrer mit dem Pseudonym Lucius Fox – Gesamtsieger 2009

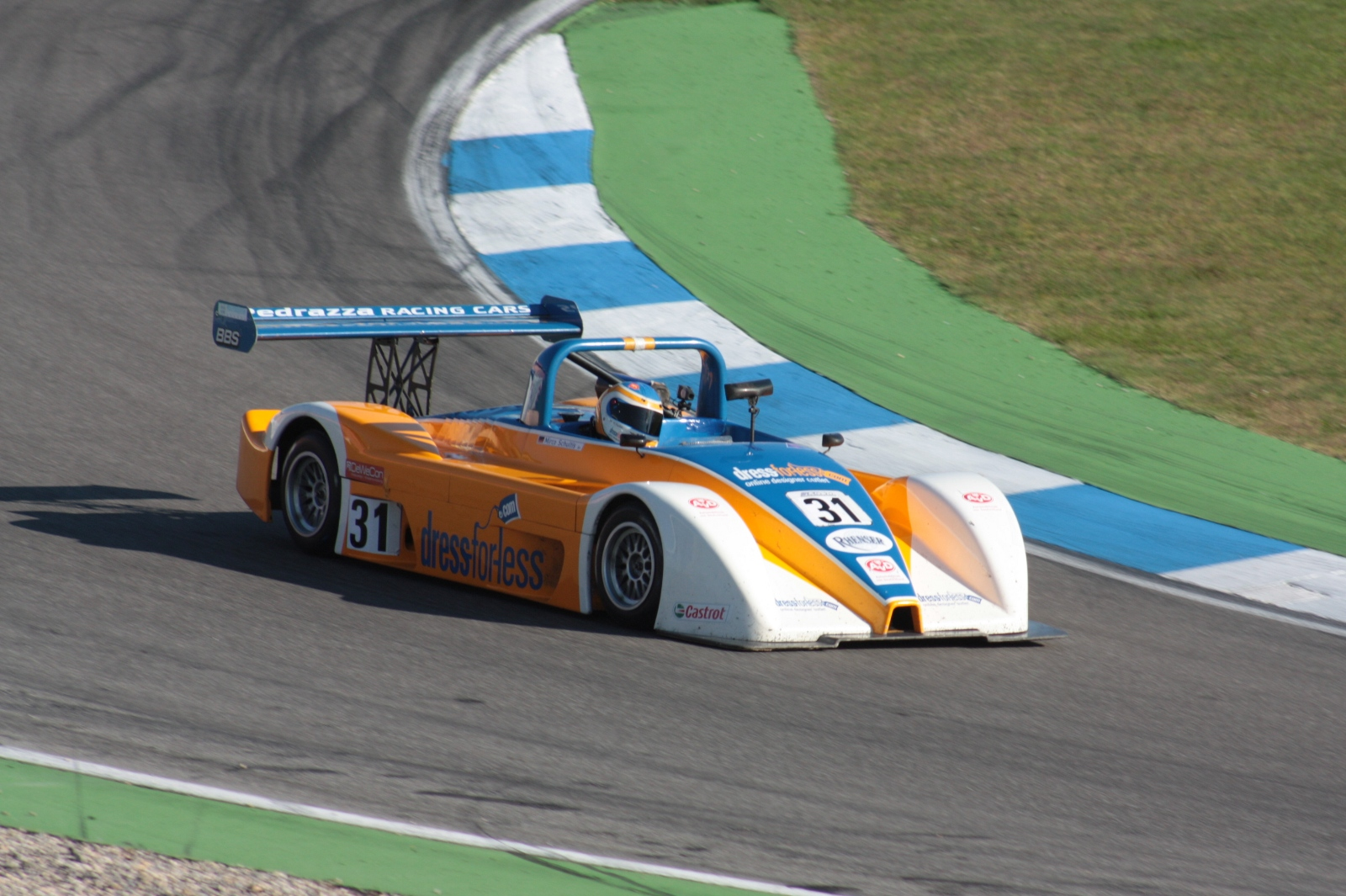
Mirco Schultis – Sieger der Prototypenwertung 2010

| Jahr | Gesamtwertung                | Prototypen Gesamtwertung |
| Jahr | Fahrzeug                     | Fahrzeug                 |
| ---- | ---------------------------- | ------------------------ |
| 2006 | Gerhard Mannsperger          | nicht ausgeschrieben     |
| 2006 | Porsche 996 GT3 Cup          |                          |
| 2007 | Jürgen Bender                | nicht ausgeschrieben     |
| 2007 | Porsche 997 GT3 Cup          |                          |
| 2008 | Jürgen Bender Martin Dechent | Thorsten Rüffer          |
| 2008 | Porsche 997 GT3 Cup          | Norma M20 – Honda        |
| 2009 | Lucius Fox                   | Thorsten Rüffer          |
| 2009 | Porsche 997 GT3 Cup          | Norma M20 – Honda        |
| 2010 | Jürgen Bender Martin Dechent | Mirco Schultis           |
| 2010 | Porsche 997 GT3 Cup          | PRC – Honda              |
| 2011 | Jürgen Bender Martin Dechent | Sven Barth               |
| 2011 | Porsche 997 GT3 Cup          | PRC – Audi               |
| 2012 | Thomas Lange                 | Norbert Groer            |
| 2012 | Porsche 997 GT3 Cup          | PRC – Honda              |
|      | Gesamtwertung Deutschland    | Gesamtwertung Österreich |
|      | Fahrzeug                     | Fahrzeug                 |
| 2013 | Tommy Tulpe                  | Jacques Breitenmoser     |
| 2013 | PRC – Ford                   | PRC – Audi               |